# Шиловська сільська рада
Ши́ловська сільська рада (рос. Шиловский сельский совет) — сільське поселення у складі Калманського району Алтайського краю Росії.
Адміністративний центр — село Шилово.

## Населення
Населення — 566 осіб (2019; 773 в 2010, 963 у 2002).

## Склад
До складу сільської ради входять:
| Населений пункт                       | Населення, осіб (2002) | Населення, осіб (2010) |
| ------------------------------------- | ---------------------- | ---------------------- |
| Жданово, селище                       | 19                     | 10                     |
| Желєзнодорожна Казарма 290 км, селище | 10                     | 13                     |
| Івановка, селище                      | 161                    | 97                     |
| Новобарнаулка, село                   | 192                    | 150                    |
| Шилово, село                          | 517                    | 455                    |
| Шиловський, селище                    | 64                     | 48                     |